# Stará Ľubovňa (stacja kolejowa)
Stará Ľubovňa – stacja kolejowa w miejscowości Stara Lubowla (słow. Stará Ľubovňa) w powiecie Lubowla, w kraju preszowskim, na Słowacji.
Na stacji znajduje się budynek stacyjny. Perony nasypowe, oświetlone. Brak zadaszenia i wiat przystankowych. Semafory świetlne. Rampa z magazynami. Waga do ważenia wagonów.